# Zhaotun
Zhaotun (kinesiska: 赵屯) är en köping i östra Kina. Den ligger i Dangshan härad i staden Suzhou i provinsen Anhui, omkring 300 kilometer norr om provinshuvudstaden Hefei.